# Gish
Gish és el primer disc oficial (LP) de la banda nord-americana The Smashing Pumpkins, publicat l'1 de juliol de 1991 amb la discogràfica Virgin Records. Els seus èxits van ser: I Am One, Siva i Rhinoceros.

## Llista de cançons
1. I Am One
2. Siva
3. Rhinoceros
4. Bury Me
5. Crush
6. Suffer
7. Snail
8. Tristessa
9. Window Paine
10. Daydream

## Crèdits
- Produït per Butch Vig i Billy Corgan.
- Gravat als Estudis Smart, a Madison (Wisconsin), entre desembre de 1990 i març de 1991.
- Masteritzat per Howi Weinberg a Masterdisk
- Totes les cançons compostes per Billy Corgan excepte I Am One, per Billy Corgan i James Iha
- Totes les cançons van ser publicades per Cinderful Music/Chrysalis Song Inc. BMI
- Manager - Raymond Coffer Management
- Representant Legal - Jill Berliner
- Disposició - D'Arcy Wretzky
- Fotos de Coberta - Robert Knapp
- Foto Interior - Michael Lavine

## Alineació de la banda
- Billy Corgan - guitarra i veu
- James Iha - guitarra
- D'Arcy Wretzky - baix elèctric, veu a Daydream
- Jimmy Chamberlin - bateria